# Hamesha
Hameshaa (hindi हमेशा, urdu ہمیشا, angielski: "Forever" tłum. pol. "wieczność", "na zawsze") – indyjski dramat miłosny z 1997 roku. Wyreżyserował go Sanjay Gupta twórca Kaante, a w rolach głównych zagrali sławni aktorzy indyjscy Kajol i Saif Ali Khan. Film, podobnie jak Karan Arjun wykorzystuje motyw reinkarnacji charakterystyczny dla religii hinduizmu. W filmie tym przedstawiono miłość i przyjaźń, która nie wytrzymała próby przechodząc w zdradę i zbrodnię, ale także zwycięstwo miłości nad śmiercią.

## Fabuła
Biedny Raja (Saif Ali Khan) i bogaty Yash Vardhan (Adiya Pancholi) mimo tego, że pochodzą z różnych środowisk od dziecka darzą siebie przyjaźnią, traktują się wzajemnie jak bracia. Przyjaźń ta zostaje wystawiona na próbę, gdy w ich życiu pojawia się Rani Sharma (Kajol). "Co wybierzesz: miłość czy przyjaźń?", pyta Yash Raja. Przyjaciele zakochują się w Rani, ale tylko Raja z wzajemnością. Zazdrosny Yash wyznający, jak mówi, zasadę "na wojnie i w miłości wszystkie chwyty dozwolone" odkrywszy, że Rani woli jego przyjaciela, zabija go na oczach ukochanej. Zrozpaczona Rani skacze za zabitym Raja w przepaść przysiągłszy, że oboje, a z nimi ich miłość odrodzą się. Mijają 22 lata.

## Obsada
- Saif Ali Khan – Raja i Raju (w drugim życiu)
- Kajol – Rani Sharma i Reshma (w drugim życiu)
- Aditya Pancholi – Yash Vardhan
- Aruna Irani – Dai Ma
- Kader Khan – wujek Raju
- Milind Gunaji – inspektor policji

## Piosenki
1. " Neela Dupatta Peela Suit"
2. "Aisa Milan"
3. "Hameshaa Hameshaa"
4. "Kal Ho Naa Ho"